# Антон Аргіра
Антон Аргіра (рум. Anton Arghira; нар. 27 жовтня 1963, Кимпулунг, повіт Арджеш) — румунський борець греко-римського стилю, срібний призер чемпіонату світу, учасник двох Олімпійських ігор.

## Життєпис
Боротьбою почав займатися з 1976 року. У 1986 році став чемпіоном світу серед юніорів та бронзовим призером чемпіонату Європи серед молоді.
Виступав за спортивні клуби «Muscelul» Кимпулунг та «AS ALRO» — Слатіна. Тренер — Думітру Барбулеску.

## Спортивні результати на міжнародних змаганнях

### Виступи на Олімпіадах
| Змагання                    | Збірна  | Вагова категорія                 | Місце |
| --------------------------- | ------- | -------------------------------- | ----- |
| Літні Олімпійські ігри 1992 | Румунія | греко-римська боротьба, до 82 кг | 11    |
| Літні Олімпійські ігри 1996 | Румунія | греко-римська боротьба, до 82 кг | 15    |

### Виступи на Чемпіонатах світу
| Змагання                        | Збірна  | Вагова категорія                 | Місце  |
| ------------------------------- | ------- | -------------------------------- | ------ |
| Чемпіонат світу з боротьби 1989 | Румунія | греко-римська боротьба, до 74 кг | Срібло |
| Чемпіонат світу з боротьби 1991 | Румунія | греко-римська боротьба, до 82 кг | 21     |

### Виступи на Чемпіонатах Європи
| Змагання                         | Збірна  | Вагова категорія                 | Місце |
| -------------------------------- | ------- | -------------------------------- | ----- |
| Чемпіонат Європи з боротьби 1990 | Румунія | греко-римська боротьба, до 74 кг | 6     |
| Чемпіонат Європи з боротьби 1996 | Румунія | греко-римська боротьба, до 82 кг | 8     |

### Виступи на інших змаганнях
| Змагання                           | Збірна  | Вагова категорія                 | Місце  |
| ---------------------------------- | ------- | -------------------------------- | ------ |
| Золотий Гран-прі з боротьби 1987   | Румунія | греко-римська боротьба, до 74 кг | Срібло |
| Гала гран-прі FILA 1987            | Румунія | греко-римська боротьба, до 74 кг | 9      |
| Гран-прі Німеччини з боротьби 1989 | Румунія | греко-римська боротьба, до 74 кг | Бронза |

### Виступи на змаганнях молодших вікових груп
| Змагання                                      | Збірна  | Вагова категорія                 | Місце  |
| --------------------------------------------- | ------- | -------------------------------- | ------ |
| Чемпіонат Європи з боротьби серед молоді 1986 | Румунія | греко-римська боротьба, до 74 кг | Бронза |
| Чемпіонат світу з боротьби серед юніорів 1986 | Румунія | греко-римська боротьба, до 75 кг | Золото |